# 白花东北堇菜
白花东北堇菜（学名：Viola mandshurica f. albiflora）为堇菜科堇菜属东北堇菜下的一个变型。分布在中国大陆的辽宁、河北等地，一般生于山地路旁和河边沙地，目前尚未由人工引种栽培。

## 扩展阅读
- 維基物種上的相關：白花东北堇菜